# Cryptotaenia
- Commons
- Wikispecies

Cryptotaenia é um género botânico pertencente à família Apiaceae.

## Espécies
- Cryptotaenia africana
- Cryptotaenia calycina
- Cryptotaenia canadensis
- Cryptotaenia elegans
- Cryptotaenia flahaultii
- Cryptotaenia japonica
- Cryptotaenia polygama